# Coreomycetopsis oedipus
Coreomycetopsis oedipus är en svampart som beskrevs av Thaxt. 1920. Coreomycetopsis oedipus ingår i släktet Coreomycetopsis och familjen Laboulbeniaceae.   Inga underarter finns listade i Catalogue of Life.